# 牛大叔提干
牛大叔提干为赵本山、范伟等共计三人于1996年春节联欢晚会上所表演的一个小品，小品所叙述了当时官员在酒场上的高消费。

## 关于
牛大叔（赵本山饰）因为家乡学校没有玻璃而到马经理的公司来请求玻璃，后因为种种原因并没能拿到玻璃。

## 早期版本
原稿中不是马经理的公司，而是去当地政府找乡长，被中央电视台一领导勒令修改。